# Nur al-Dawla Balak
Nur al-Dawla Balak ibn Bahram ibn Ortuk fou un dels emirs ortúquides i destacat militar.
És esmentat per primer cop quan exercia el comandament de Sarudj (1096) a l'Eufrates mitjà, localitat que va perdre el 1097 davant els croats, i se'n va anar amb el seu oncle Ilgazi, nomenat governador d'Iraq pal sultà Muhammad. El 1098 apareix disputant als àrabs les petites viles d'Ana i Haditha i després vigilant la ruta Bagdad-Iran contra kurds i turcmans irregulars. Després de la caiguda en desgràcia d'Ilgazi el 1105, va retornar amb ell al Diyar Bakr i el 1110 el va acompanyar en una expedició a Síria en la qual també va participar Sukman al-Kutbi, Shah-i Armin a Akhlat. A causa d'una baralla entre Sukman i Ilgazi, Balak fou fet presoner pel primer, però alliberat al cap de poc temps.
Una mica després va morir el cap turcman Djabuk, i Balak va aprofitar per ocupar Palu a la riba del Murad Su; tot seguit es va casar amb la princesa mare de Malatya, que governava en nom d'un jove sultà seljúcida de nom Tughril Arslan, i necessitava un protector contra el seljúcida de Konya (Rum) Masud; Balak va així esdevenir atabeg de Tughril Arslan. Fort per aquesta aliança va ocupar la regió de Khanzith amb la seva capital Khartpert (vers 1115). Cap al nord va atacar els territoris de Mengüdjek d'Erzindjan, el qual tenia l'aliança de Gavras, dux romà d'Orient de Trebisonda, i del danishmendita Gümüshtakin de Sivas, als quals va derrotar (1118) i va annexionar les petites valls dels afluents per la dreta del Murad Su fins a Tshimishkezek i Mizgard; al mateix temps les forces seljúcides de Malatya van ocupar als armenis (vassalls del comte franc d'Edessa) la província de Djahan en direcció a Marash. El 1122 va atacar Gerger a la vora de l'Eufrates i una mica després va derrotar i capturar al comte Jocelin d'Edessa. El rei Balduí II de Jerusalem (i abans comte d'Edessa) va pujar a la zona de l'Eufrates per ajudar els franco-armenis contra l'amenaça, però també el va derrotar i fer presoner el 1123.
Ilgazi havia mort sent emir d'Alep i un partit a la ciutat va considerar que era millor Balak que el fill d'Ilgazi Badr al-Dawla Sulayman (cosí de Balak). Nur al-Dawla Balak va reclamar el govern i per mitjà de pressions militars i enganys, i amb suport de part de la noblesa, va agafar el govern d'Alep. Estava atacant els territoris francs a l'est de l'Orontes quan es va assabentar que amb l'ajut dels armenis locals, els presoners francs que tenia a Khartpert s'havien revoltat i havien pres el control de la fortalesa; va retornar cap allà, la va reconquerir i va causar sagnants represàlies, excepte al rei Balduí del que esperava treure bon rescat; però no va poder evitar la fugida de Jocelin.
En la seva absència els xiïtes d'Alep es van amotinar i llavors va exercir mesures contra aquestos i el seu cap Ibn al-Khashshab va ser enviat a l'exili. Va decidir atacar llavors al governador turc de Manbidj, dependent d'Alep però que actuava amb massa autonomia. El cap de Manbidj va demanar ajut a Jocelin. Balak va derrotar el governador i a les forces d'ajut enviades per Jocelin però va ser malferit per una fletxa (1124) i va morir de la ferida.
Després d'un interval, la seva única filla i hereva es va casar amb el seu cosí Rukn al-Dawla Daud d'Hisn Kayfa que va adquirir Khartpert. Alep, però, es va perdre per a la dinastia.